# 弥富市立十四山東部小学校
弥富市立十四山東部小学校（やとみしりつじゅうしやまとうぶしょうがっこう）は、愛知県弥富市神戸72丁目にある公立小学校。

## 概要
- 旧・海部郡十四山村の小学校であり、校区（行政区単位表記）は神戸、桴場、鳥ケ地の一部、子宝、西蜆、東蜆、四郎兵衛、四郎兵衛新田、亀ケ地、下押萩、上押萩、竹田、竹田新田、海屋新田であり、公立中学校の進学先は弥富市立十四山中学校である[1]。

## 沿革
十四山東部小学校の創立は1907年（明治40年）である。ここではそれ以前の学校の歴史変遷についても記述する。
- 1874年（明治7年） - 馬ヶ地新田の学習学校が分立し、竹田新田の竹田学校と坂中地新田の坂中学校となる。
- 1884年（明治17年） - 又八新田と馬ヶ地新田が坂中学校校区から竹田学校校区に移る。
- 1887年（明治20年） - 尋常小学竹田学校に改称する。
- 1889年（明治22年）10月1日 - 六条新田、坂中地新田、鮫ヶ地新田、馬ヶ地新田、鎌倉新田、佐古木新田、又八新田、子宝新田、西蜆新田、東蜆新田、四郎兵衛新田、竹田新田、海屋新田、下押萩新田、上押萩新田、亀ヶ地新田が合併し、十四山村が発足する。
- 1892年（明治25年） - 竹田尋常小学校に改称する。
- 1906年（明治39年）7月1日 - 宝地村のうち、鳥ヶ地新田、桴場新田、神戸新田が十四山村に編入される。
- 1907年（明治40年）3月31日 - 海西郡十四山東部尋常小学校となる。校区の再編が行われ、従来の校区に旧・宝地村の鳥ヶ地新田、桴場新田、神戸新田が加わる。
- 1909年（明治42年）4月1日 - 高等科を設置し、海西郡十四山東部尋常高等小学校となる。
- 1941年（昭和16年）4月1日 - 十四山東部国民学校に改称する。
- 1947年（昭和22年）4月1日 - 十四山村立十四山東部小学校に改称する。
- 2006年（平成18年）4月1日 - 弥富町が十四山村を編入し市制施行。弥富市となる。同時に弥富市立十四山東部小学校に改称する。

## 交通アクセス
- 弥富市コミュニティバス東部ルート「十四山東部小学校」バス停より徒歩すぐ。

## 周辺施設
- 弥富市立十四山中学校
- 弥富市役所十四山支所
- JAあいち海部十四山